# Dengzhou
Dengzhou, tidigare känd som Tenghsien (kinesiska: 鄧縣?, pinyin: Dèng xiàn), är en stad på häradsnivå som lyder under Nanyangs stad på prefekturnivå i Henan-provinsen i centrala Kina. Den ligger omkring 270 kilometer sydväst om provinshuvudstaden Zhengzhou.

## Källa
1. ↑  ”worldpostmarks.net”. Arkiverad från originalet den 2 januari 2015. https://web.archive.org/web/20150102101710/http://worldpostmarks.net/HTML%20Countries/china.htm. Läst 22 juli 2015.